# Estádio Carlo Castellani
O Estádio Carlo Castellani é um estádio multiuso localizado em Empoli, comuna na província de Florença, região de Toscana, na Itália. A praça esportiva, usada principalmente para o futebol, pertencente a Comuna de Empoli, foi inaugurada em 12 de setembro de 1965 e tem capacidade aproximada para 19 847 espectadores. É a casa do Empoli Football Club.

## História
No dia 12 de setembro de 1965, após dois anos de obras, foi inaugurado o atual estádio Carlo Castellani. A praça esportiva substitui o antigo campo de futebol da Via Masiniusado usado pelo Empoli. O estádio é dedicado, como o anterior, a Carlo Castellani, jogador nascido em Montelupo Fiorentino, que morreu prematuramente após ser deportado para o campo de concentração de Mauthausen.